# 松浦站 (鹿兒島縣)
松浦站（日语：／ Matsugaura eki */?）是一座位於鹿兒島縣南九州市的九州旅客鐵道（JR九州）指宿枕崎線的鐵路車站。

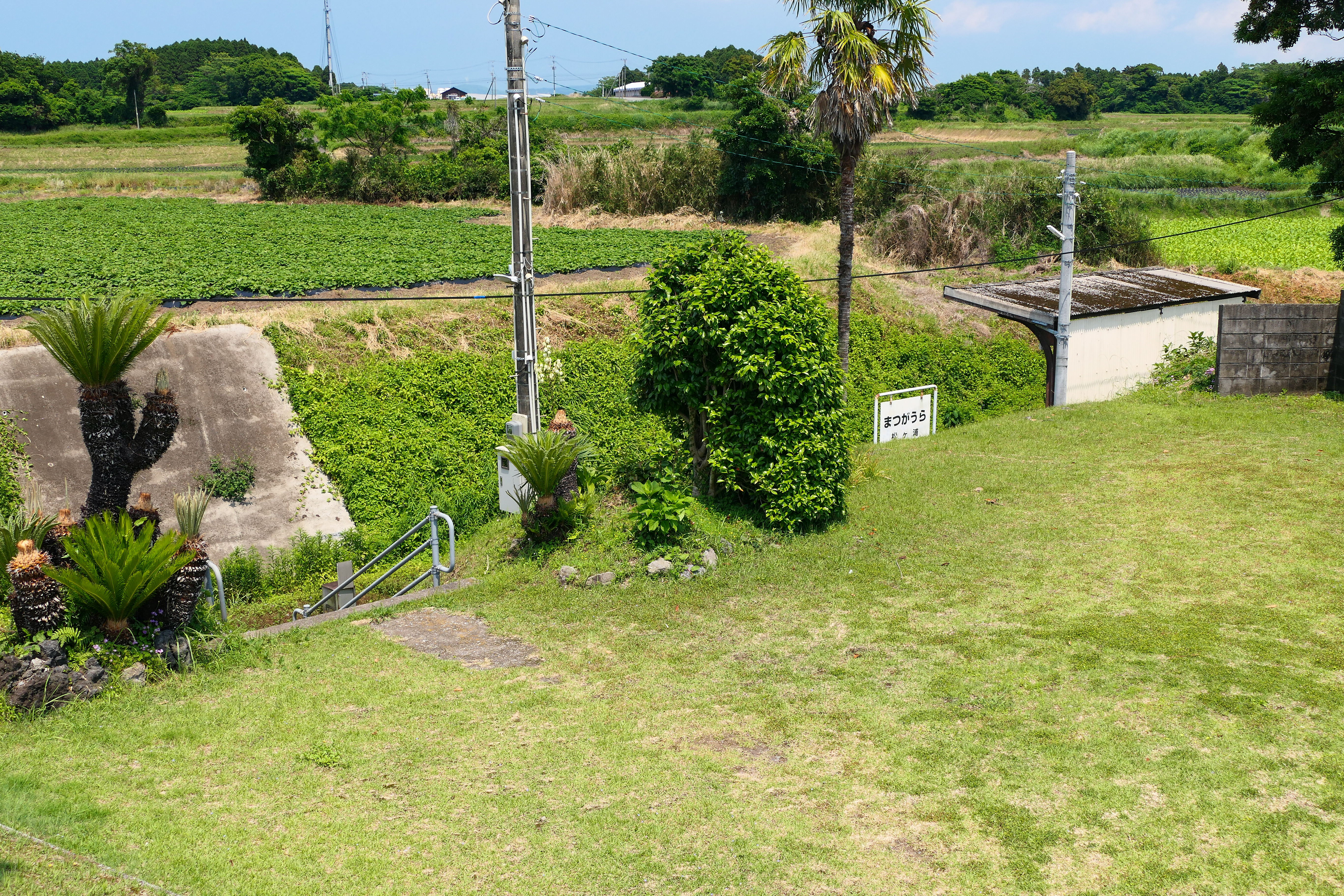
入口(2023年5月)

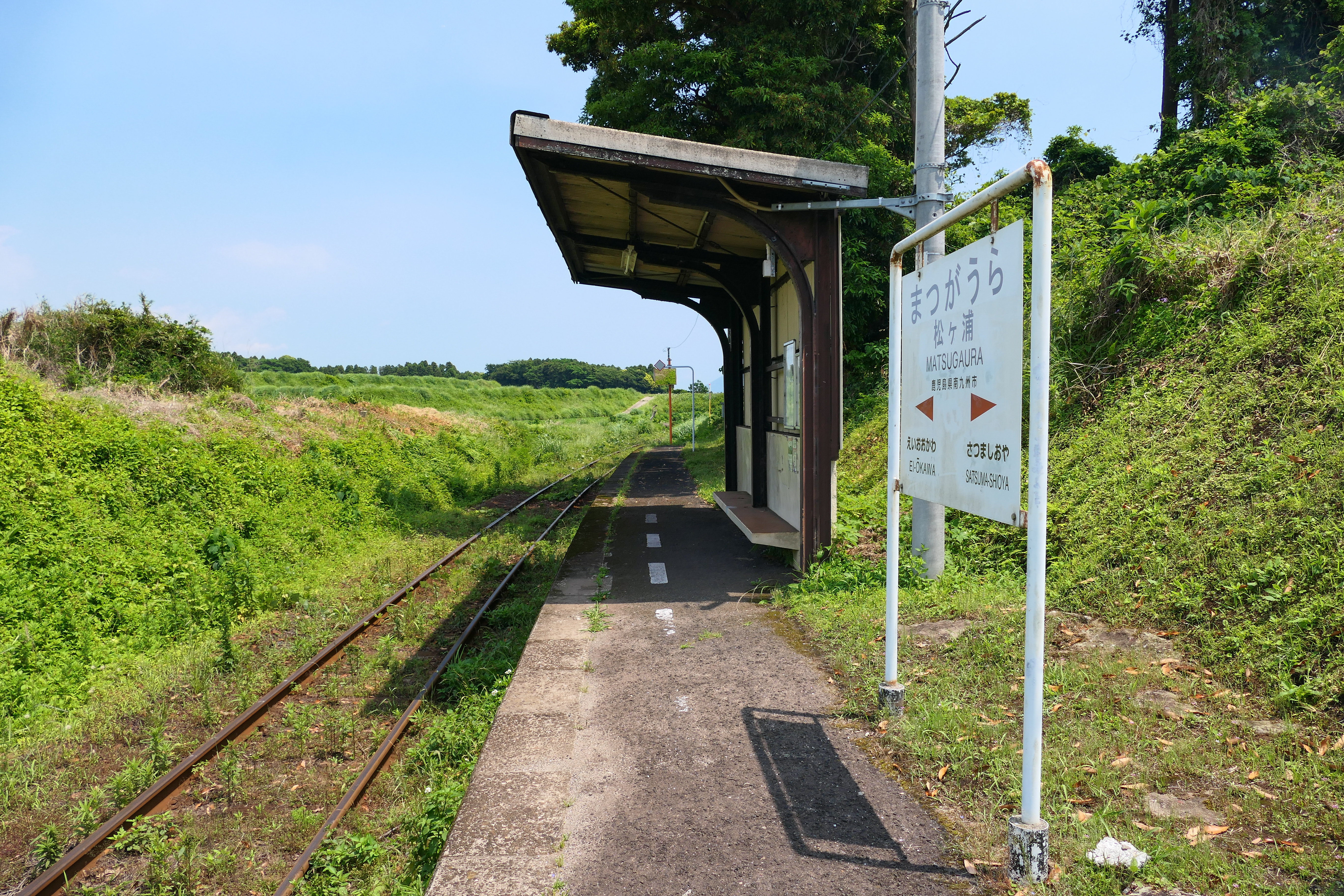
候車室與月台(2023年5月)

## 車站構造
- 一個1面1線側式月台，不可以列車交會。
- 無人站。
- 地上車站。

## 历史
- 1963年（昭和38年）10月31日：車站啟用。
- 1987年（昭和62年）4月1日：因國鐵分割民營化，本站成為九州旅客鐵道的車站。

## 車站周邊
- 中渡瀨簡單郵局
- 國道226號

## 相鄰車站
九州旅客鐵道
指宿枕崎線
穎娃大川－松浦－薩摩鹽屋

## 相關項目
- 日本鐵路車站列表
- 松浦站

## 外部連結
- 松浦車站 （页面存档备份，存于）（日語）